# ناش تورنر
نـاش تورنر (بالإنجليزية: Nash Turner)‏ هو فارس أمريكي، ولد في 1881 في تكساس في الولايات المتحدة، وتوفي في 1937.